# Диляна
Диля̀на е българско женско име, което произлиза от народното име на билката дилянка (лечебна дилянка), позната и като котешко биле, с медицинско наименование валериана (на латински valeriana officinalis), от семейство Дилянкови или Валерианови (Valerianaceae). Празнува имен ден на Цветница (Връбница), а също и на Еньовден.
Известни личности с името Диляна са Диляна Георгиева – известна българска състезателка по художествена гимнастика, Диляна Попова – български фотомодел, актриса и дизайнер, и българската балерина Диляна Никифорова.